# Списък на владетелите на Сардиния
Това е списък на владетелите на Сардиния.

## Средновековни владетели
- Годас, 533 – 534, Вандалски управител
- Оспитоне, късния 6 век, владее Барбаджа
- Mujahid al-Muwaffaq, 1015 – 1016, Сарацините в южна Сардиния

## Преди арагонското завладяване
Сардиния през 11 век е разделена на 4 автономни княжества, наричани giudicati. Някои владетели на тези княжества са се наричали „крал на Сардиния“, а именно:
- 1113 – 1128 Константин I, giudice на Torres
- 1128 – 1150 Гонарио II, giudice на Torres
- 1164 – 1165 Баризоне II, giudice на Arborea

Формално признат от император Фридрих Барбароса:
- 1239 – 1246 Енцио, iure uxoris giudice на Галура, истински син на император Фридрих II
- 1297 – 1327 Хайме (Якоб) II от Арагон като Lehnsmann на Папата
- 1327 – 1336 Алфонс I
- 1336 – 1383 Петер I

### ПодЮдикат Арборея
- 1383 – 1387 Елеонора ди Арборея (като регентка)
- 1387 – 1407 Мариано V (1387 – 1402 под регентството на Елеонора)
- 1407 – 1409 Guglielmo IV.

## Арагонско владение, 1409 – 1516
- 1409 – 1410 Мартин I – също Мартин I от Арагон
- 1410 – 1416 Фердинанд I – също Фердинанд I от Арагон
- 1416 – 1458 Алфонс II – също Алфонс V от Арагон
- 1458 – 1479 Йохан II – също Йохан II от Арагон
- 1479 – 1516 Фердинанд II – също Фердинанд II от Арагон и Фердинанд V от Кастилия

## Испанско владение, 1516 – 1713
- 1516 – 1554 Карл I – също Император Карл V и Карл I от Испания
  - вицекрал: Martín de Cabrera (1529 – 1532)
  - вицекрал: Jaime de Aragall (Интерино) (1533)
  - вицекрал: Francisco de Serra (Интерино) (1533)
  - вицекрал: Antonio Folc de Cardona (1534 – 1549) (Дом Фолк де Кардона)
  - вицекрал: Pedro Veguer, епископ на Alghero (интеримистки) (1542 – 1545)
  - вицекрал: Jerónimo Aragall (интеримистки) (1549 – 1550) (1 път)
  - вицекрал: Lorenzo Fernández de Heredia (1550 – 1556)
- 1554 – 1598 Филип I – също Филип II от Испания
  - вицекрал: Jerónimo Aragall (интеримистки) (1556) (2 път)
  - вицекрал: Álvaro de Madrigal (1556 – 1569)
  - вицекрал: Jerónimo Aragall (вицекрал 1561) (3 път)
  - вицекрал: Juan Coloma, барон на Елда (1570 – 1577)
  - вицекрал: Jerónimo Aragall (интеримистки) (1577 – 1578) (4 път)
  - вицекрал: Miguel de Moncada (1578 – 1590)
  - вицекрал: Gaspar Vicente Novella, ерцепискооп на Cagliari (вицекрал 1584 – 1586)
  - вицекрал: Gastón de Moncada, маркиз на Aytona (1590 – 1595)
  - вицекрал: Antonio Coloma, барон на Елда (1595 – 1603)
- 1598– 1621 Филип II – също Филип III от Испания
  - вицекрал: Alfonso Lasso y Sedeño, ерцепискооп на Cagliari (вицекрал 1597 – 1599)
  - вицекрал: Juan de Zapata (вицекрал 1601 – 1602)
  - вицекрал: Jaime Aragall (интеримистки) (1603 – 1604) (1 път)
  - вицекрал: Pedro Sánchez de Calatayud, граф на Real (1604 – 1610)
  - вицекрал: Jaime Aragall (интеримистки) (1610 – 1611) (2 път)
  - вицекрал: Carlos de Borja, херцог на Gandia (1611 – 1617)
  - вицекрал: Alonso de Eril, граф на Ерил (1617 – 1623)
- 1621 – 1665 Филип III – също Филип IV от Испания
  - вицекрал: Luis de Tena (интеримистки) (1623)
  - вицекрал: Juan Vives de Canyamás, барон на Benifayró (1623 – 1625)
  - вицекрал: Diego de Aragall (интеримистки) (1625) (1 път)
  - вицекрал: Pedro Ramón Zaforteza, граф на Santa María de Formiguera (генералкапитан) (1625 – 1626)
  - вицекрал: Jerónimo Pimentel, маркиз на Bayona (1626 – 1631)
  - вицекрал: Diego de Aragall (интеримистки) (1631) (2 път)
  - вицекрал: Gaspar Prieto, ерцепискооп на Alghero (интеримистки) (1631 – 1632)
  - вицекрал: Antonio de Urrea, маркиз на Almonacir (1632 – 1637)
  - вицекрал: Diego de Aragall (интеримистки) (1637 – 1638) (3 път)
  - вицекрал: Gianadrea Doria, княз на Мелфи (1638 – 1639)
  - вицекрал: Diego de Aragall (интеримистки) (1639 – 1640) (4 път)
  - вицекрал: Fabrizio Doria, херцог на Arellano (1640 – 1644)
  - вицекрал: Luis Guillem de Moncada, херцог на Monalto (1644 – 1649)
  - вицекрал: Bernardo Matías de Cervelló (интеримистки) (1649) (1 път)
  - вицекрал: Giangiacomo Teodoro Trivulzio (1649 – 1651)
  - вицекрал: Duarte Álvarez de Toledo, граф на Oropesa (1651)
  - вицекрал: Beltrán Vélez de Guevara, маркиз на Campo Real (1651 – 1652)
  - вицекрал: Pedro Martínez Rubio, ерцепискооп на Палермо (1652 – 1653)
  - вицекрал: Francisco Fernández de Castro Andrade, граф на Лемос (1653 – 1657)
  - вицекрал: Bernardo Matías de Cervelló (интеримистки) (1657) (2 път)
  - вицекрал: Francisco de Moura y Corterreal, маркиз на Castel Rodrigo (1657 – 1661)
  - вицекрал: Pedro Vico, ерцепискооп на Cagliari (интеримистки) (1661 – 1662)
  - вицекрал: Niccolò Ludovisi, княз на Пиомбино (1662 – 1664)
  - вицекрал: Bernardo Matías de Cervelló (интеримистки) (1664 – 1665) (3 път)
- 1665 – 1700 Карл II – също Карлос II от Испания
  - вицекрал: Manuel de los Cobos, маркиз на Camarasa (1665 – 1668)
  - вицекрал: Francisco de Tutavila y del Rufo, херцог на San Germán (1668 – 1672)
  - вицекрал: Fernando Joaquín Fajardo de Zúñiga Requesens, маркиз на los Vélez (1673 – 1675)
  - вицекрал: Melchor Cisternes de Oblite (интеримистки) (1675) (1 път)
  - вицекрал: Francisco de Benavides de la Cueva, маркиз на las Navas (1675 – 1677)
  - вицекрал: Melchor Cisternes de Oblite (интеримистки) (1679 – 1680) (2 път)
  - вицекрал: José de Funes y Villalpando, маркиз на Ossera (1680)
  - вицекрал: Philipp von Egmont, граф на Egmont (1680 – 1682)
  - вицекрал: Diego Ventura, ерцепискооп на Cagliari (интеримистки) (1682)
  - вицекрал: Antonio López de Ayala Velasco, граф на Fuensalida (1682 – 1686)
  - вицекрал: José Delitala y Castelví (интеримистки) (1686 – 1687)
  - вицекрал: Niccolò Pignatelli, херцог на Monteleone (1687 – 1690)
  - вицекрал: Carlos Homo Dei Moura y Pacheco, маркиз на Castel Rodrigo (интеримистки) (1690)
  - вицекрал: Luis Moscoso Ossorio, граф на Алтамира (1690 – 1696)
  - вицекрал: José de Solís Valderrábano Dávila, граф на Montellano (1697 – 1699)
  - вицекрал: Fernando de Moncada, херцог на Сан Жуан (1699 – 1703)
- 1700 – 1713 Филип IV – също Филип V от Испания
  - вицекрал: Francisco Ginés Ruiz de Castro, граф на Лемос (1703 – 1704)
  - вицекрал: Baltasar de Zúñiga y Guzmán, маркиз на Валеро (1704 – 1706)
  - вицекрал: Pedro Nuño Colón de Portugal, маркиз на Ayamonte (1706 – 1709)
  - вицекрал: Fernando de Silva y Meneses, граф на Cifuentes (1709 – 1710)
  - вицекрал: Jorge de Heredia, граф на Fuentes (1710 – 1711)
  - вицекрал: Andrés Roger de Eril, граф на Ерил (1711 – 1713)

## Австрийско владение, 1713 – 1720
- 1713 – 1720 Карл III – също император Карл VI
  - вицекрал: Педро Мануел, граф на Ayala (1713 – 1717)
  - вицекрал: José Antonio de Rubí y Boxadors, маркиз на Rubí (1717)
  - вицекрал: Juan Francisco de Bette, маркиз на Leide (1717 – 1718)
  - вицекрал: Gonzalo Chacón (1718 – 1720)

## Савойско владение, 1720 – 1861
Савойска династия
- 1720 – 1730 Виктор Амадей I
- 1730 – 1773 Карл Емануил I
- 1773 – 1796 Виктор Амадей II
- 1796 – 1802 Карл Емануил II
- 1802 – 1821 Виктор Емануил I
- 1821 – 1831 Карл Феликс
- 1831 – 1849 Карл Алберт
- 1849 – 1861 Виктор Емануил II

Между 1859 и 1861 г. кралство Сардиния завладява повечето държави на Италия. На 17 март 1861 г. Виктор Емануил II от Сардиния е провъзгласен от Парламента в Торино като Виктор Емануил II – крал на Италия.